# مخلاف الجند
مخلاف الجند أحد المخاليف اليمنية القديمة التي كان معمول بها في تسمية تقاسيم المناطق اليمنية قبل سيطرة العثمانيين على اليمن عام 1538 واحتلال بريطانيا لعدن عام 1839  هو مخلاف يمني في عهد الرسول محمد بن عبد الله، والجند مدينة باليمن بها مسجد معاذ بن جبل رضي اللّه عنه الذي بناه حين نزلها، وتقع إلى الشرق من مدينة تعز.

## خلفية
كانت اليمن تقسم إلى العديد من المخاليف وبعد سيطرة العثمانيين على اليمن قسموها إلى 4 ألوية يقسم اللواء إلى عدة أقضية ونواحي، وتغيرت الألوية بعد العهد الجمهوري والوحدة إلى محافظات والنواحي إلى مديريات.